# Sostea secuta
Sostea secuta is een keversoort uit de familie ruighaarkevers (Dryopidae). De wetenschappelijke naam van de soort werd in 1860 gepubliceerd door Francis Polkinghorne Pascoe. De soort werd aangetroffen in Sarawak op Borneo.